# تشارلز إيميت ماك
تشارلز إيميت ماك (بالإنجليزية: Charles Emmett Mack) هو ممثل أمريكي، ولد في 25 نوفمبر 1900 في سكرانتون في الولايات المتحدة، وتوفي في 17 مارس 1927 في ريفرسايد في الولايات المتحدة بسبب حادث مرور.

## وصلات خارجية
- تشارلز إيميت ماك على موقع IMDb (الإنجليزية)
- تشارلز إيميت ماك على موقع قاعدة بيانات الفيلم (الإنجليزية)